# Tertiarissenkapittel
Het Tertiarissenkapittel werd opgericht door bisschop Frederik van Blankenheim in Utrecht in 1401 met de bedoeling orde te scheppen in de vele begijnhoven, vrouwenconventen en zusterkloosters van de derde orde. 

## Aangesloten gemeenschappen
- Sint Agathaklooster (Amersfoort)
- Sint-Agathaklooster (Delft)
- Margaretaklooster (Haarlem)
- Mariaklooster (Hoorn)
- Klooster Maria Ten Hoorn te Groningen
- Olde Convent te Groningen
- Klooster Bethlehem (Utrecht)
- Ceciliaklooster (Utrecht)
- Sint-Nicolaasklooster (Utrecht)